# Final de la Copa d'Europa de futbol de 1966
La final de la Copa d'Europa de 1966 va ser un partit de futbol celebrat a l'estadi Heysel de Brussel·les l'11 de maig de 1966, en què el Reial Madrid d'Espanya va derrotar el FK Partizan iugoslau per 2-1 i va guanyar el títol de la Copa d'Europa de la temporada 1965-66, el sisè de la seva història.

## Ruta cap a la final
| Reial Madrid   | Reial Madrid | Reial Madrid | Reial Madrid | Rodó            | Partizan             | Partizan | Partizan | Partizan |
| -------------- | ------------ | ------------ | ------------ | --------------- | -------------------- | -------- | -------- | -------- |
| Oponent        | Agr.         | Anada        | Tornada      |                 | Oponent              | Agr.     | Anada    | Tornada  |
| Feyenoord      | 6–2          | 1–2 (A)      | 5–0 (H)      | Ronda prelim.   | Nantes               | 4–2      | 2–0 (H)  | 2–2 (A)  |
| Kilmarnock FC  | 7–3          | 2–2 (A)      | 5–1 (H)      | Primera ronda   | Werder Bremen        | 3–1      | 3–0 (D)  | 0–1 (A)  |
| RSC Anderlecht | 4–3          | 0–1 (A)      | 4–2 (H)      | Quarts de final | Esparta Praga        | 6–4      | 1–4 (A)  | 5–0 (H)  |
| Internacional  | 2–1          | 1–0 (H)      | 1–1 (A)      | Semifinals      | Manchester United FC | 2–1      | 2–0 (H)  | 0–1 (A)  |

## Partit

### Resum
El Partizan es va avançar al marcador amb un gol de Velibor Vasović al minut 55, però el Reial Madrid va empatar al minut 70 mitjançant l'internacional espanyol Amancio. Fernando Serena va marcar el gol de la victòria per al Reial Madrid sis minuts després.
Aquest va ser el sisè triomf del Reial Madrid a la Copa d'Europa en els 11 anys d'existència del torneig, i Paco Gento va ser l'únic jugador madrileny a guanyar-les totes. No obstant això, no van tornar a guanyar la competició fins al 1998, quan Predrag Mijatović –– que, irònicament, era un exjugador del Partizan–– va marcar el gol de la victòria al minut 66 de la final.

### Detalls
| Reial Madrid             | 2–1     | FK Partizan |
| ------------------------ | ------- | ----------- |
| Amancio 70' · Serena 76' | Informe | Vasović 55' |

| Real Madrid | Partizan |

|              |    |                  |  |
|              |    |                  |  |
| GK           | 1  | José Araquistáin |  |
| RB           | 2  | Pachín           |  |
| LB           | 3  | Manuel Sanchís   |  |
| RM           | 4  | Pirri            |  |
| CB           | 5  | Pedro de Felipe  |  |
| CB           | 6  | Ignacio Zoco     |  |
| RF           | 7  | Fernando Serena  |  |
| CF           | 8  | Amancio          |  |
| CF           | 9  | Ramón Grosso     |  |
| LM           | 10 | Manuel Velázquez |  |
| LF           | 11 | Paco Gento (c)   |  |
| Entrenador:  |    |                  |  |
| Miguel Muñoz |    |                  |  |

|               |    |                     |  |
|               |    |                     |  |
| GK            | 1  | Milutin Šoškić (c)  |  |
| RB            | 2  | Fahrudin Jusufi     |  |
| LB            | 3  | Ljubomir Mihajlović |  |
| CM            | 4  | Radoslav Bečejac    |  |
| CB            | 5  | Velibor Vasović     |  |
| CB            | 6  | Branko Rašović      |  |
| RF            | 7  | Mane Bajić          |  |
| CM            | 8  | Vladica Kovačević   |  |
| CF            | 9  | Mustafa Hasanagić   |  |
| CF            | 10 | Milan Galić         |  |
| LF            | 11 | Josip Pirmajer      |  |
| Entrenador:   |    |                     |  |
| Abdulah Gegić |    |                     |  |